# スポーツニュース番組一覧
テレビ番組一覧 > スポーツニュース番組一覧
スポーツニュース番組一覧（スポーツニュースばんぐみいちらん）

## 現在放送されている番組
2024年11月現在

### NHK
- ニュースウオッチ9(スポーツコーナー) 平日 21:45～21:59頃
- サタデーウオッチ9(スポーツコーナー）土曜 21:45〜21:59頃
- サンデースポーツ 日曜 21:50～

### 日本テレビ
- NEWS ZERO → news zero (ZERO SPORTSコーナー) 月～木曜 23:25/金曜 24:28頃
- Going!Sports&News 土曜・日曜 23:55～

### TBS
- news23 (SPORTS23コーナー) (月～木曜 23:30前後/金曜 24:00前後)
- サンデーモーニング（週刊スポーツご意見番コーナー）日曜 8:55頃～9:30頃
- S☆1 土曜 24:30～/日曜 24:00～

### フジテレビ
- FNN Live News α｛αすぽると！（同番組内のスポーツコーナー）｝（月～木曜 23:40～/金曜 24:10～）
- すぽると! 土曜 24:35～/日曜 23:15～

### テレビ朝日
- 報道ステーション (SPORTS STATION スポーツコーナー) 平日 22:42頃
- サタデーステーション (スポーツコーナー 土曜 20:54～)
- 有働Times (スポーツコーナー 日曜 20:56～)
- ANN NEWS&SPORTS
- TOKYO応援宣言 (サンデーLIVE!!内 日曜5:50～)
- GET SPORTS 日曜1:30～

### テレビ東京
- スポーツ リアライブ〜SPORTS Real&Live〜 月～木曜 23:55～/金曜 23:58～/土曜 22:30～/日曜 22:54～

## ダイジェスト番組(一種目専門)、その他
現行
- 大相撲・幕内の全取組（大相撲、NHK）
- やべっちFC（サッカー、テレビ朝日）
- 熱闘甲子園（夏の甲子園（高校野球）、朝日放送テレビ・テレビ朝日共同製作）
- きょうのプロ野球から→プロ野球ニュース（日本プロ野球、フジテレビ→フジテレビONE）
- トランスワールドスポーツ

過去
- 大相撲ダイジェスト（テレビ朝日、放送終了）
- スーパーサッカー（TBS、放送終了）
- S☆1・スパサカ（TBS）
- セリエAダイジェスト→FOOTBALL CX（フジテレビ、タイトル改題）
- ZONE（TBS、放送終了）
- プロ野球ダイジェスト（日本テレビ、終了）

## 過去に放送された番組

### NHK
- スポーツアワー
- きょうのスポーツとニュース
- NHKナイトワイド
- スポーツタイム
- ミッドナイトジャーナル
- NHKニュース11
- NHKニュース10
- スポーツ&ニュース
- つながるテレビ@ヒューマン（「SPORTS @ヒューマン」として内包）
- きょうのニュース&スポーツ
- 土曜スポーツタイム
- Bizスポ
- Sportsプラス
- ニュースチェック11
- ニュースきょう一日
- サタデースポーツ

### 日本テレビ
日本テレビ系列スポーツニュース枠を参照。

### TBS
TBSテレビ系列スポーツニュース枠を参照。

### フジテレビ
フジテレビ系列スポーツニュース枠を参照。

### テレビ朝日
テレビ朝日系列スポーツニュース枠を参照。

### テレビ東京
テレビ東京系列スポーツニュース枠を参照。